# Daevid Allen

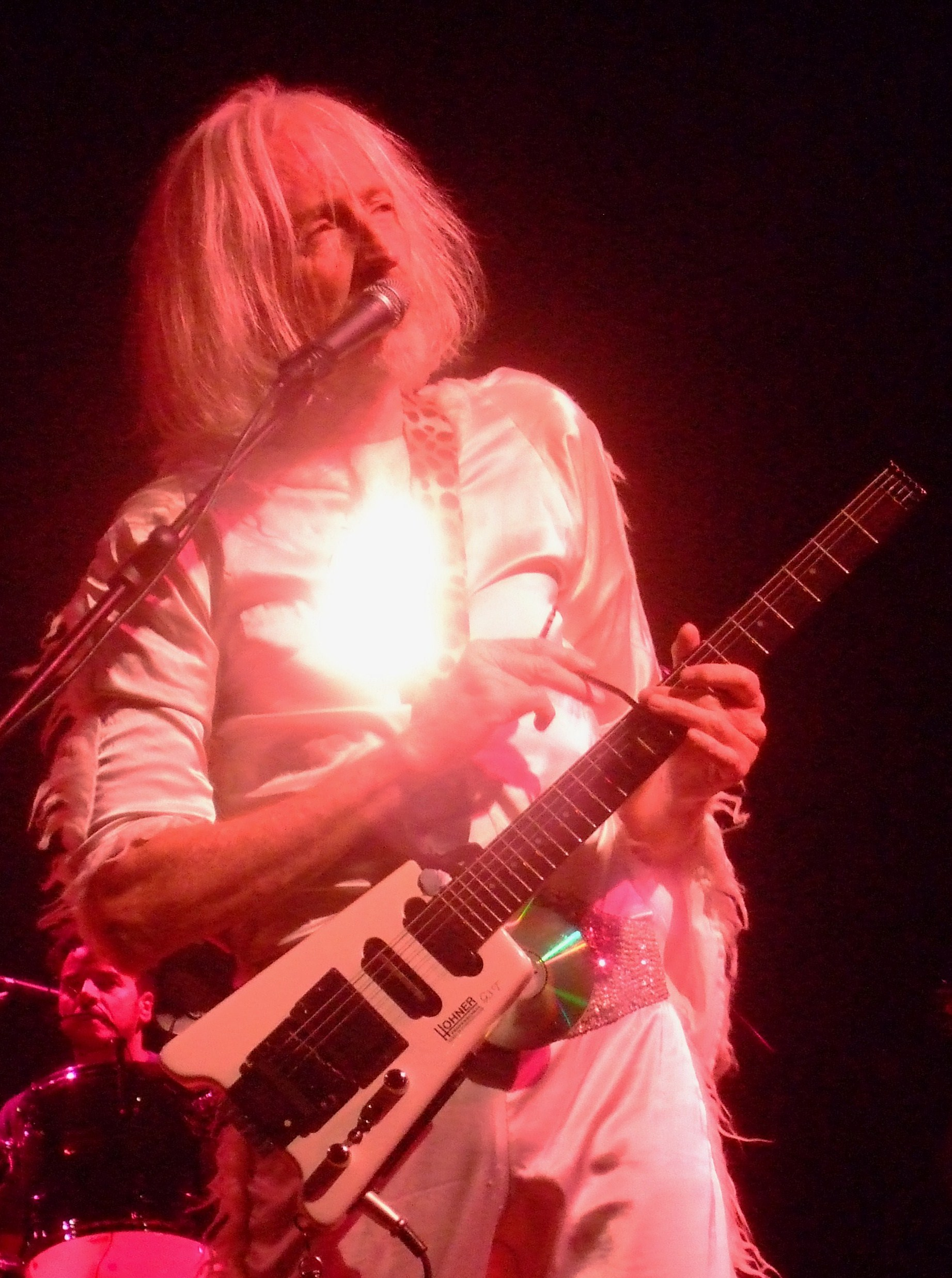
Daevid Allen mit Gong 2009

Daevid Allen (eigentlich Christopher David Allen, * 13. Januar 1938 in Melbourne; † 13. März 2015 in Australien) war ein australischer Rockmusiker, der als bedeutender Vertreter des Canterbury Sound gilt und als Gründer der Bands Soft Machine und Gong, aber auch durch sein Solowerk Bedeutung erlangte.

## Biografie

### 1961–1967: Musikalische Anfänge mit dem Daevid Allen Trio und Soft Machine
Allen arbeitete in einem Buchladen in Melbourne und wurde dort von Autoren der Beat Generation inspiriert, von Australien nach Europa zu ziehen. Er kam über Griechenland nach Frankreich, wo er in Paris zunächst im Beat Hotel im früheren Zimmer von Allen Ginsberg und Peter Orlovsky wohnte. Noch in Frankreich hatte er Kontakt zu dem jungen Terry Riley und machte mit diesem experimentelle Musik. 1961 ging er nach England, wo er als Gitarrist und Sänger Anschluss an Bands suchte. In Lydden gründete er 1963 mit dem Sohn seiner Vermieter, dem Schlagzeuger Robert Wyatt (* 1945), und dem Bassisten Hugh Hopper (1945–2009) das Daevid Allen Trio, aus dem 1966 die Band Soft Machine hervorging. Gefördert durch den Produzenten Giorgio Gomelsky nahm die Band mehrere Demostücke auf und absolvierte 1967 einige Auftritte in Deutschland, Holland und Frankreich. Bei der Rückreise von dieser Tournee wurde Allen als Australier wegen eines abgelaufenen Visums die Wiedereinreise nach Großbritannien verweigert.

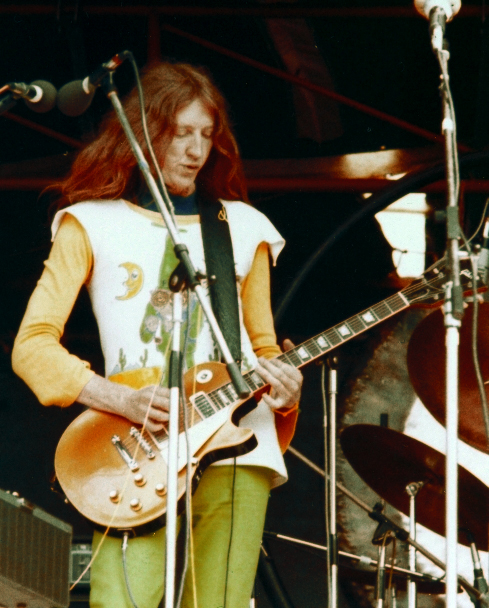
Daevid Allen 1974

### 1968–1975: Gong
So blieb er zunächst in Frankreich, wo er mit seiner Partnerin Gilli Smyth (1933–2016) auf einem Hausboot in Paris wohnte. Dort nahm er aktiv an den Studentenprotesten teil. Bald darauf ging er mit Gilli Smyth nach Deià auf Mallorca, wo das Paar im Umfeld des Literaten Robert Graves lebte und mit dem Saxophonisten Didier Malherbe (* 1943) die Band Gong gründete, die ihren ersten Plattenvertrag bei dem Label BYG Actuel bekam. Mit Unterstützung des Percussionisten Rachid Houari spielte das Trio 1969 das Debütalbum Magick Brother ein, wobei Allen alle Saiteninstrumente spielte und sang. Mit Malherbes abwechslungsreichen Einlagen auf Holzblasinstrumenten und Smyths eigentümlichem, oftmals elektronisch verfremdetem Sprechgesang mit Stöhn- und Seufz-Elementen (Space Whisper) unterschieden sich Gong damit von Anbeginn deutlich von den nicht minder experimentellen Soft Machine, wenngleich der später für Gong charakteristische Klang noch nicht gefunden war. Der Vertrag mit BYG beinhaltete auch die Produktion eines Film-Soundtracks sowie Allens erstes Soloalbum Banana Moon, auf dem am Bass Archibald Legget und am Schlagzeug zumeist Robert Wyatt von Soft Machine mitwirkten. Nicht zuletzt, weil auf Allens Album auch noch eine von Wyatt gesungene Komposition des Soft Machine-Bassisten Hugh Hopper enthalten ist, steht Allens erstes Soloalbum dem Frühwerk von Soft Machine noch deutlich näher als dem Debüt von Gong. Schlagzeug auf einem Stück des Albums spielte auch Pip Pyle (1950–2006), der anschließend bei Gong einstieg, die mit dem Bassisten Christian Tritsch für den Soundtrack des Rennsportfilms Continental Circus und ihr zweites Album Camembert Electrique von 1971 zu einem Band-Lineup gefunden hatten.
Bestimmend für Allens Werk in den frühen 1970er Jahren blieb zunächst die Arbeit mit Gong, die nach dem Ende von BYG 1972 bei Virgin Records unter Vertrag kamen und dort wieder von Gomelsky produziert wurden. Von dessen weiteren Zöglingen Magma stieß der Bassist Francis Moze zu Gong. Die Band lebte zu jener Zeit als eine Art Landkommune in Frankreich. Allen und Smyth zogen sich 1973 aufgrund der Geburt des ersten Kindes zeitweilig wieder nach Mallorca zurück, während sich Gong durch den Beitritt des Gitarristen Steve Hillage (* 1951), dem Schlagzeuger Pierre Moerlen (1952–2005), dem Bassisten Mike Howlett (* 1950) und dem Keyboarder Tim Blake (* 1952) neu formierte. Bis 1974 entstanden mit Gong in rascher Folge fünf Alben und ein längerer Filmsoundtrack. Vor allem in der 1973/74 entstandenen Radio Gnome Trilogie aus den Alben Flying Teapot, Angel's Egg und You schuf Allen textlich und mit den von ihm grafisch gestalteten Plattencovers eine humorvolle und mit Anspielungen auf Drogenkonsum gespickte Mythologie um fliegende Teekannen, freundliche Hexen und Außerirdische, die zum klassischen Motiv von Gong wurde. Allen war Komponist und Texter der meisten Stücke, die auf der Basis von solidem Jazzrock durch Malherbes orientalisch inspiriertes Saxofon- und Flötenspiel, Smyths Space Whisper und Blakes futuristische Synthesizerklänge auch akustisch exzentrisch ausgemalt wurden. Der Spiegel beschrieb die Musik von Gong als „Kunstrock der besonders freigeistigen Art“, der zwar die Kritiker begeisterte, mit dem Allen aber auch bewusst kommerziellem Erfolg aus dem Weg ging.

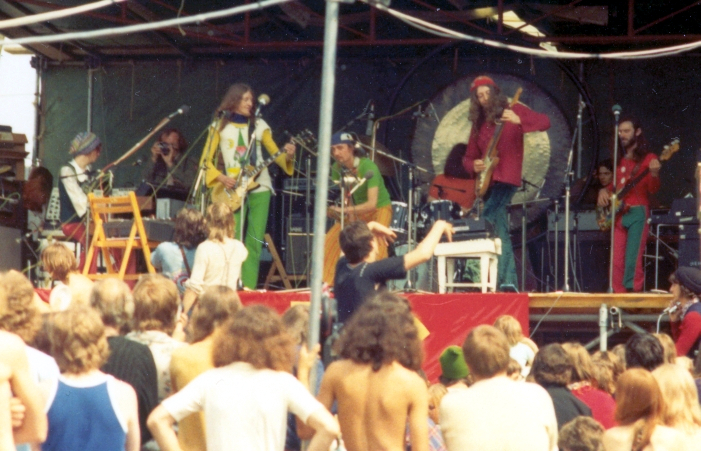
Gong live 1974, mit Daevid Allen und Steve Hillage (2. von rechts)

### 1975–1988: Soloalben und weitere Projekte
Nach der Geburt des zweiten Kindes zog sich Gilli Smyth vorerst komplett aus der Band Gong zurück. Allen stieg wenig später ebenfalls aus und veröffentlichte 1976 sein zweites sowie 1977 sein drittes Soloalbum, bei denen er von Musikern der mallorquinischen Band Euterpe begleitet wird. Auf diesen Platten kommen vorwiegend akustische Instrumente zum Einsatz, auf ein Rockschlagzeug wurde zugunsten von sonstiger Perkussion gänzlich verzichtet.
Die Band Gong wurde ohne Allen und nach mehreren Besetzungswechseln unter Leitung von Pierre Moerlen als Pierre Moerlens Gong zu einem rein instrumentalen Jazzrock-Projekt und hat als solches bis in die 1980er Jahre noch einige Alben vorgelegt. Allen hat unterdessen die klassischen Gong-Motive in verschiedenen anderen Projekten fortgeführt, die sich als Daevid Allens Gong subsumieren lassen. So organisierte er 1977 eine einmalige Gong-Reunion und trat gemeinsam mit der englischen Festivalband Here & Now als Planet Gong auf, wobei sich sowohl Stücke von Here & Now wie auch von Allen im Repertoire befanden. In den späten 1970ern trennte er sich von Gilli Smyth, blieb dieser gemeinsam mit weiteren Musikern von Gong jedoch auch bei ihren Soloprojekten als Mother Gong verbunden, an denen auch ihr neuer Partner Harry Williamson (* 1950) beteiligt war.
1979 veröffentlichte Daevid Allen mit N' Existe Pas! nochmals ein überwiegend akustisches Soloalbum, auf dem auch der Perkussionist Chris Cutler und der Saxofonist George Bishop zu hören sind. Im selben Jahr spielte er jedoch auf Anraten von Gomelsky auch mit Bill Laswell (* 1955), Fred Maher und anderen jungen Musikern aus New York als New York Gong das Album About Time ein, das deutlich von Punk und New Wave geprägt war. Die Formation New York Gong hatte aufgrund musikalischer Differenzen keinen Bestand, aus ihr ging ohne Allen rasch die Band Material hervor. Dem New Wave blieb Allen auch mit dem Remixalbum Divided Alien Playbax 80 verbunden, wo er erstmals auch Loops und Drum Machines nutzte. Diesen Stil behielt er auch nach seiner Rückkehr nach Australien 1981 noch eine Weile bei. 1982 verkündete er mit dem Album Death of Rock and Other Entrances gar das Ende der Rockära. Die folgenden Jahre bis 1988 verbrachte Allen eher zurückgezogen in Australien, wo nur wenige einfache Aufnahmen mit wechselnden Musikern entstanden, die er auf der 1990 erschienenen Zusammenstellung The Australian Years veröffentlichte.

### 1988–2014: Gongmaison und Wiederbelebung von Gong

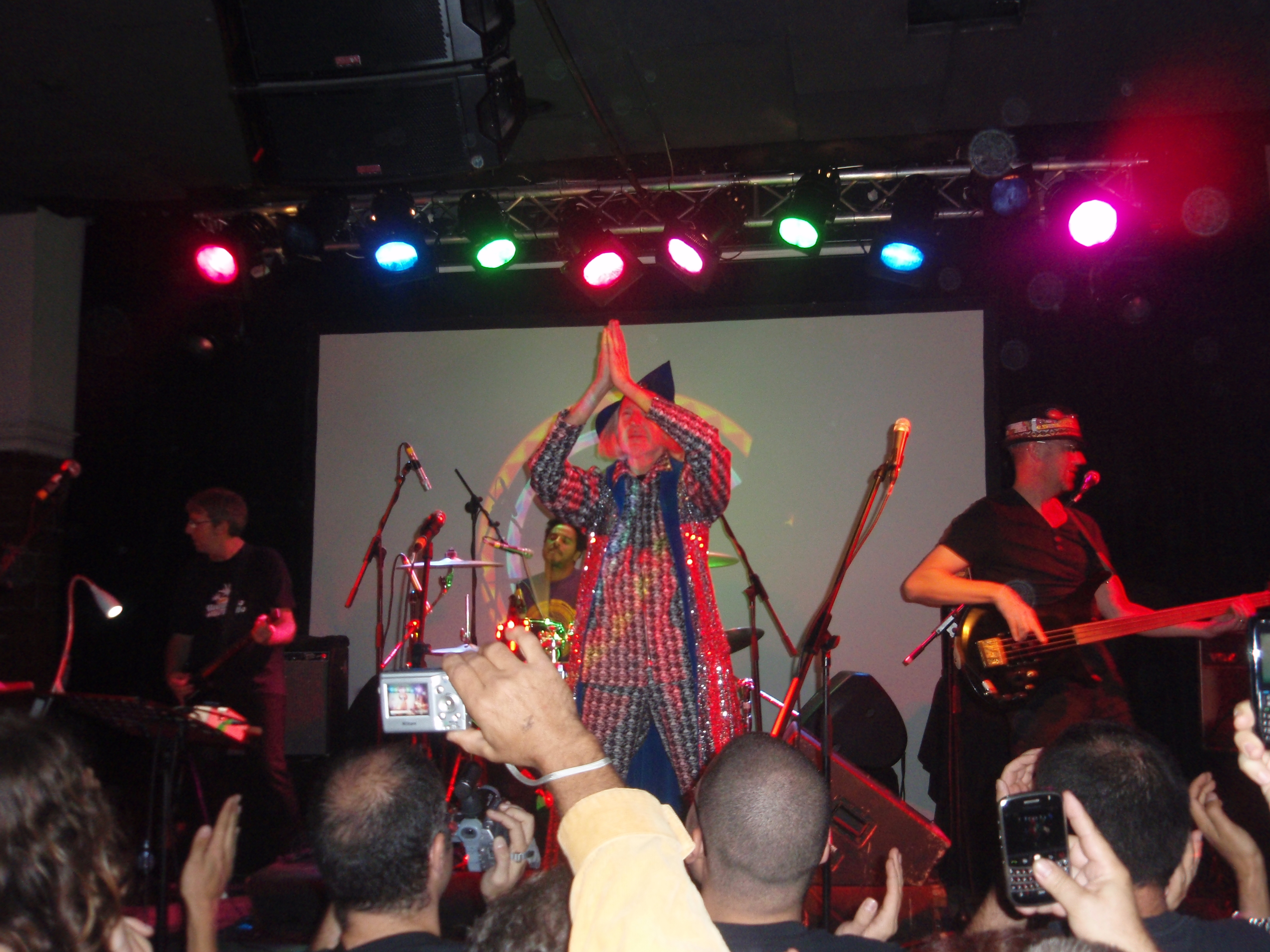
Daevid Allen (Mitte) mit Gong live in Tel Aviv 2009

1988 kehrte Allen nach England zurück und formierte bald darauf mit Didier Malherbe die Compagnie d’Opera Invisible de Thibet, die vom Projektnamen und vom Repertoire an die klassische Phase von Gong aus den frühen 1970er Jahren anknüpfte und sich bald in Gongmaison umbenannte. Dazu stießen auch Harry Williamson und der Geiger Graham Clark. Unter dem Namen Gongmaison hat die Formation 1989 ein gleichnamiges Album veröffentlicht. Mit Williamson, Smyth und australischen Musikern formierte Allen dann die annähernd gleichnamige Invisible Opera Company of Tibet, die später von jungen australischen Musikern um den Gitarristen Brian Abbott fortgeführt wurde, denen Allen aber bis zuletzt freundschaftlich und als Gastmusiker verbunden blieb. Mit Clark und dem Didgeridoo-Spieler Mark Robson bildete Allen ab 1991 außerdem das Trio The Magick Brothers. 1991 trat Allen auch erneut mit Here & Now als Planet Gong auf.
1992 wurde Gongmaison wieder zu Gong umbenannt. Nach einem Konzert zum 25-jährigen Gong-Jubiläum 1994 erfolgte schließlich die Reunion der klassischen Gong-Besetzung mit Allen, Smyth, Malherbe und Howlett, die bis 2001 nochmals zwei neue Studioalben vorlegte und zahlreiche Tourneen absolvierte. Danach stellte die Band ihre Touraktivitäten zwar offiziell ein, trat in der Folgezeit dennoch immer wieder in Erscheinung, auch mit Steve Hillage und im Rahmen kleinerer Tourneen. Im Lauf der Jahre wurde die Besetzung dann bis auf Allen durch jüngere Musiker ersetzt, u. a. nahm Allens und Smyths Sohn Orlando Monday Allen den Platz des Schlagzeugers ein. 2014 erschien mit I see you ein letztes Studioalbum.

### Nach 1990: Soloalben und andere Projekte
Trotz der Gong-Reunion veröffentlichte Allen nach 1990 auch weitere Soloalben, die zunächst weiter in der Tradition seiner folklastigen Alben der späten 1970er Jahre standen. Auf seinem Album Eat Me Baby I'm a Jellybean von 1999 spielte er Interpretationen von Jazzstandards ein. Sein Album Soundbites 4 Tha Revelation von 2012 enthält gesprochene und teils verfremdete Texte über Soundcollagen.
Allen hat sich in seinen späten Jahren noch zahlreichen weiteren Projekten gewidmet. 1999 gründete er die Band University of Errors, die mehrere Alben vorlegte und alte Titel von Soft Machine neu einspielte. Seit 2003 trat Allen außerdem mit Kawabata Makoto von Acid Mothers Temple und zeitweise auch seinem Sohn Orlando Allen als Acid Mothers Gong in Erscheinung. Allen hat darüber hinaus seit 2003 mit Mikey Cosmic mehrere Alben eingespielt, die größtenteils meditative Musik enthalten und an denen mehrere weitere Musiker von Gong oder von Allens sonstigen Projekten beteiligt waren.
Daevid Allen stand bis zum Jahr 2014 mit verschiedenen Projekten auf der Bühne, bevor eine Krebserkrankung weitere Auftritte unmöglich machte. Am 5. Februar 2015 gab er bekannt, dass er noch sechs Monate zu leben habe und dabei seiner Überzeugung folgen wolle, den Dingen ihren Lauf zu lassen, statt sich weiteren komplizierten Operationen zu unterziehen. Seine letzten öffentlichen Auftritte hatte er am 27. Februar und am 1. März 2015 in Byron Bay, wo er anlässlich von Feierlichkeiten bereits schwer von Krankheit gezeichnet kurze Gedichte vortrug. Daevid Allen starb am 13. März 2015 im Alter von 77 Jahren in seiner australischen Heimat. Sein Sohn Orlando schrieb einen Nachruf, den er mit Versatzstücken aus Allens Texten und Pseudonymen begann: „And so dada Ali, bert camembert, the dingo Virgin, divided alien and his other 12 selves prepare to pass up the oily way and back to the planet of love.“ Der Guardian würdigte Allen in einem Nachruf als den „original anti-establishment hippie“ und als „crazy diamond“, der mit den verschiedenen Inkarnationen seiner Band Gong etwa 20 Millionen Platten abgesetzt hat.
Gemäß seinem letzten Willen wurde seine Asche am 21. März 2015 von seinen Söhnen außerhalb von Byron Bay im Meer verstreut.

## Album-Veröffentlichungen (Auswahl)
| Solo-Alben - 1970: Banana moon - 1976: Good morning - 1977: Now is the happiest time of your life - 1979: N’existe pas! - 1980: Divided Alien playbax 80 - 1984: Death of rock and other entrances - 1990: The Australian years - 1992: Who’s afraid - 1995: Dreamin a dream - 1999: Eat me baby I’m a jellybean - 2012: Soundbites 4 Tha Revelation Mit Gong - 1970: Magick Brother - 1971: Camembert Electrique - 1972: Continental Circus (Soundtrack) - 1973: Flying Teapot - 1973: Angel’s Egg - 1974: You - 1992: Shapeshifter - 2000: Zero to infinity - 2004: Acid Motherhood (mit Acid Mothers Temple) - 2009: 2032 - 2014: I see you Mit Gilli Smyth/Mother Gong - 1978: Mother - 1989: The Owl And The Tree - 1990: Stroking The Tail Of The Bird - 2005: Short Tales & Tall - 2005: I am your Egg Mit Here & Now/Planet Gong - 1978: Live Floating Anarchy 1977 | Mit Material/New York Gong - 1979: About Time Mit Gongmaison - 1989: Gongmaison Mit Invisible Opera Company of Tibet - 1991: Invisible Opera Company of Tibet Mit Magick Brothers - 1992: Live at the Witchwood 1991 Mit University of Errors - 1999: Money doesn’t make it - 2001: e²x10=Tenure - 2004: Jet Propelled Photographs - 2008: Plays The Soft Machine (DVD) Mit Mikey Cosmic - 2003: Sacred Geometry - 2003: Sacred Geometry II - 2006: Five Semitones – Tones For Healing And Meditation - 2007: Sacred Geometry III - 2011: Sacred Geometry IV Mit Acid Mothers Gong - 2006: Live in Tokyo |

## Filmografie
- 2015: Romantic Warriors III: Canterbury Tales (DVD)